# Maurits Sillem
Maurits Hieronymus Alexander Sillem (Bern, Zwitserland, 26 juli 1929 - Beaminster, Dorset, 11 juni 2002) was een van origine Nederlands musicus en dirigent. Later in zijn leven nam hij de Britse nationaliteit aan. Hij deed daarbij afstand van de Nederlandse nationaliteit.

## Biografie
Sillem werd geboren in Bern, Zwitserland, als zoon van Johann Gottlieb Sillem (1893-1955) en Maria Antonia Aleida van Ogtrop (1894-1987). Zijn vader Johan Gottlieb Sillem was in Bern gevestigd als vertegenwoordiger voor Nederland in de functie van gezantschapssecretaris 1e klasse (1929-1930). Het gezin Sillem verhuisde later naar Rome (1931-1933) waar Sillem's vader dezelfde functie bekleedde als in Bern. Daarna volgde Athene (1934-1938) als standplaats waar Sillem's vader de functie van zaakgelastigde (Chargé d'Affaires) van het Nederlandse gezantschap kreeg toebedeeld. Uiteindelijk volgde een verhuizing van het gezin Sillem naar Lissabon, waar vader Sillem buitengewoon gezant en gevolmachtigd minister werd. 
In de Tweede Wereldoorlog verhuisde het gezin Sillem naar Engeland. Maurits Sillem vervolgde zijn schoolopleiding  aan de Summerfields School, Oxford. Hij voltooide zijn middelbareschoolopleiding aan het Radley College in Oxfordshire. Hij was een getalenteerd pianist en won een beurs om te studeren aan de Royal Academy of Music te Londen. Hij studeerde aan dit instituut piano, hoorn, klarinet en compositie. Na voltooiing van zijn opleiding aan de Royal Acadamy of Music volgde hij directielessen bij de Nederlandse dirigent Eduard van Beinum, de Italiaanse dirigent Vittorio Gui in Rome en in Cleveland bij de van oorsprong Hongaarse dirigent George Szell op basis van een "conducting fellowship".
Sillem studeerde 1959 een jaar orkestdirectie aan het Boston Conservatorium (Massachusetts) en studeerde 'stage direction' in de jaren 1960 en 1961 in Tanglewood bij Boris Goldovsky.

### Werkzaam leven
Zijn liefde voor de zang trok hem in de richting van de wereld van de opera; als repetitor alsook dirigent was hij van 1950 tot 1956 verbonden aan de Carl Rosa Opera Company, waarvoor hij tijdens tournees meer dan 400 voorstellingen dirigeerde, waaronder  o.a. de opera's La Bohème (1955), Cavalleria Rusticana (1955), Pagliacci (1955). Een van zijn collega's bij de Carl Rosa Opera Company was de dirigent Edward Downes. Sillems carrière zette zich voort: het jaar daarop, in 1951, werd hij 'associate conductor' bij de Sadler's Wells Opera Company, later de English National Opera, waarmee hij onder andere de opera's Count Ory, La Forza del Destino en Don Giovanni uitvoerde. Het werk bij de Sadler's Wells Opera Company verschafte weinig financiële zekerheid en het kwam daarom bijzonder gelegen dat in deze zelfde periode (1951-1956) zijn vroegere leraar Vittorio Gui hem vroeg om repetitor en daarna 'associate conductor' te worden bij het Glyndebourne Opera House. In 1956 nam Sillem het laatste aantal uitvoeringen van Gui over van Wolfgang Amadeus Mozarts opera Le Nozze di Figaro. Ook dirigeerde hij tijdens het Holland Festival Igor Stravinsky's opera The Rake's Progress.
Eveneens dirigeerde Sillem enkele opera's bij de Chelsea Opera Group, waaronder Der fliegende Holländer (1958), La Forza del destino (1959) en Carmen (1961). Voorts dirigeerde Sillem in Nederland het Promenade Orkest en het Nederlands Kamerorkest.
Als musicus was Sillem een academicus, hij was een intellectueel alsook pragmatisch man, met een brede interesse en zeer belezen. Hij sprak ten minste vijf Europese talen vloeiend. Als jonge man in Rome was hij bezig met het schrijven van een uitgebreide biografie over de componist Hector Berlioz. Echter, het manuscript werd uit zijn auto gestolen en is nooit meer teruggevonden. Ook werkte hij aan een Urtext van Georges Bizets opera Carmen, die hij in 1961 met groot succes uitvoerde in Oxford met de Chelsea Opera Group.

### Royal Opera House
Toen in 1960 de Carl Rosa Opera Company ophield te bestaan, werd Sillem gevraagd lid te worden van de muzikale directie van het Royal Opera House Covent Garden in Londen. Vanaf 1973 was hij hoofd van de muzikale directie en 'resident conductor' van dit instituut. Sillem bleef verbonden aan het Royal Opera House tot zijn pensioen in 1994. Bij zijn officiële debuut bij het Royal Opera House in 1961 dirigeerde hij de opera Madama Butterfly van de componist Giacomo Puccini. Gedurende de vele jaren dat hij verbonden was aan het Royal Opera House heeft hij vele opera's gedirigeerd, een eclectische selectie waaronder: Salomé, Erwartung, Der fliegende Holländer, Orfeo ed Euridice, La Traviata, Rigoletto, Turandot, Madama Butterfly, La Bohème, Turandot, Madama Butterfly, Jenůfa, The Cunning Little Vixen, Der Rosenkavalier, Wozzeck, Benvenuto Cellini, Die Frau ohne Schatten, The Rake's Progress, La sonnambula, Parsifal, Count Ory, La Forza del Destino.
Sillem's werkzaamheden waren zwaar en vergden veel van hem; wanneer een dirigent verhinderd was om, bijvoorbeeld door ziekte, de voorstelling te dirigeren, werd van Sillem verwacht de uitvoering van de opera over of op zich te nemen.
Maurits Sillem voelde zich op zijn gemak bij het Royal Opera House en boekte menig succes. Gedenkwaardig was zijn interpretatie van La Boheme van Giacomo Puccini in 1963, waarbij Luciano Pavarotti zijn debuut bij Covent Garden maakte.

### Gastoptredens
Omdat Sillem zich in Engeland thuis voelde, nam hij de Britse nationaliteit aan. Hij reisde weinig, op een paar optredens buiten het Verenigd Koninkrijk na zoals in Nederland en een verblijf van een paar maanden in Australië in het begin van de jaren zeventig waar hij bij The Australian Opera, tegenwoordig bekend onder de naam Opera Australia, te Sydney Der Rosenkavalier van de componist Richard Strauss dirigeerde.

Verdere gastoptredens werden hem aangeboden door Opera Scotland (tegenwoordig genaamd: Scottish Opera) waar Sillem de volgende opera's dirigeerde:
- La Boheme (1955)
- Cavalleria Rusticana (1955)
- Pagliacci (1955)
- La Forza del destino (1969)
- Count Ory (1969)

### Sillem als docent
In een vroeg stadium van zijn carrière leidde Sillem een jaar lang, van 1958 tot 1959, de Mozart Opera Courses aan de Academia Filarmonica Romana te Rome. Na zijn pensionering op vijfenzestig jarige leeftijd keerde Sillem terug naar het leven als docent; hij doceerde nog enige tijd aan de Guildhall School of Music and Drama en verruilde zijn Londense woning voor een huis in het graafschap Dorset.

### Persoonlijk
Op 11 juli 1963 trouwde Sillem te Londen met de Britse Jill Ellen Margaret Montgomerie, (Shrewsbury, 13 december 1942), voormalig balletdanseres, dochter van James Montgomerie en Nora Chaunt. Later scheidde hij van haar. Uit dit huwelijk drie kinderen.
Maurits Sillem stierf op 11 juni 2002 aan de gevolgen van een hartaanval. Hij werd 72 jaar oud.
De afscheidsdienst vond plaats op vrijdag 21 juni 2002 om 10:30 in The Christian Community, 51 Queen Caroline Street, Hammersmith, Londen. Maurits Sillem werd gecremeerd.

### Discografie
- Richard Wagner: Parsifal: Orchestra and chorus of The Royal Opera House, conductor: Maurits Sillem. Singers: Peter Hofmann (tenor), Yvonne Minton, Kurt Moll (bass), Norman Bailey (bass baritone). Uitgave van The Royal Opera House, 1979.
- Maurice André Performs Trumpet Masterpieces. English Chamber Orchestra conducted by Sir Charles Mackerras. Maurits Sillem: Harpsichord. Deutsche Grammophone, 1992. AMG album ID: W  24833
- The Trumpet Shall Sound. English Chamber Orchestra conducted by Sir Charles Mackerras. Maurits Sillem: Harpsichord. Deutsche Grammophone, 2003. AMG Album ID: W  107696
- Joseph Haydn: BBC Chorus and Symphony Orchestra conducted by Sir Colin Davis with Maurits Sillem: fortepiano. Philips Festiyo 6770 035.
- Thomas Arne: Artaxerxes: New Chamber Soloists. Conductor: Maurits Sillem. Choral Director: John Poole. Singers: Elisabeth Vaughn, Sandra Browne, Margaret Cable, John Brecknock, Sandra Dugdale. Private Records, 1979
- Christoph Willibald Gluck: Alceste: Maurits Sillem, conductor. Artists: Robert Tear, Jonathan Summers, John Shirley-Quirk, Matthew Best, Dame Janet Baker, Maldwyn Davies, Philip Gelling, Janice Hooper Roe, Mark Curtis (Tenor Vocal). Label: BBC Legends. Royal Opera House Heritage Series 5024545502022, (2008)
- Georg Friedrich Händel: Messiah: Sir Charles Mackerras, conductor. Artists: Robert Tear, Keith Harvey, Dame Janet Baker, Elizabeth Harwood, Raimund Herincx, Adrian Beers, Maurits Sillem (harpsichord), Alan Harverson. Angel records 724356944923

## Geraadpleegde bronnen
- In Memoriam gepubliceerd in het Britse dagblad The Times, 15 juni, 2002
- Nederland's Patriciaat, jaargangen nr. 22, 1935-1936 en nr. 47, 1961
- Biografie Maurits Sillem gepubliceerd in het programmaboekje van het Royal Opera House naar aanleiding van de uitvoering van de opera Wozzeck, onder leiding van Sillem, 17 maart 1975.
- Sillem Familie Archief
- https://web.archive.org/web/20100418134749/http://stadsarchief.amsterdam.nl/ Stadsarchief van Amsterdam
- www.operascotland.org
- Officiële website Royal Opera House, London:  www.roh.uk
- Jérôme Alexander Sillem (1902-1986): Parenteel van Ernst Sillem en Augusta Gaymans (Uitgegeven in eigen beheer, 1971)